# Kanton Broekburg
Broekburg (Frans: Bourbourg) is een voormalig kanton van het Franse Noorderdepartement. Het kanton maakte deel uit van het arrondissement Duinkerke. In 2015 is dit kanton opgegaan in de kantons Nieuw-Koudekerke en Wormhout.

## Gemeenten
Het kanton Broekburg omvatte de volgende gemeenten:
- Broekburg  (Bourbourg, hoofdplaats)
- Broekkerke (Brouckerque)
- Drinkam (Drincham)
- Holke (Holque)
- Kapellebroek (Cappelle-Brouck)
- Loberge (Looberghe)
- Millam
- Sint-Momelijn (Saint-Momelin)
- Sint-Pietersbroek (Saint-Pierre-Brouck)
- Spijker (Spycker)
- Waten (Watten)
- Wulverdinge (Wulverdinghe)